# Stylogaster frauci
Stylogaster frauci är en tvåvingeart som beskrevs av Smith 1979. Stylogaster frauci ingår i släktet Stylogaster och familjen stekelflugor. Inga underarter finns listade i Catalogue of Life.